# Wilhelm Worringer
Wilhelm Worringer (Aquisgrana, 13 gennaio 1881 – Monaco di Baviera, 29 marzo 1965) è stato uno storico dell'arte tedesco.

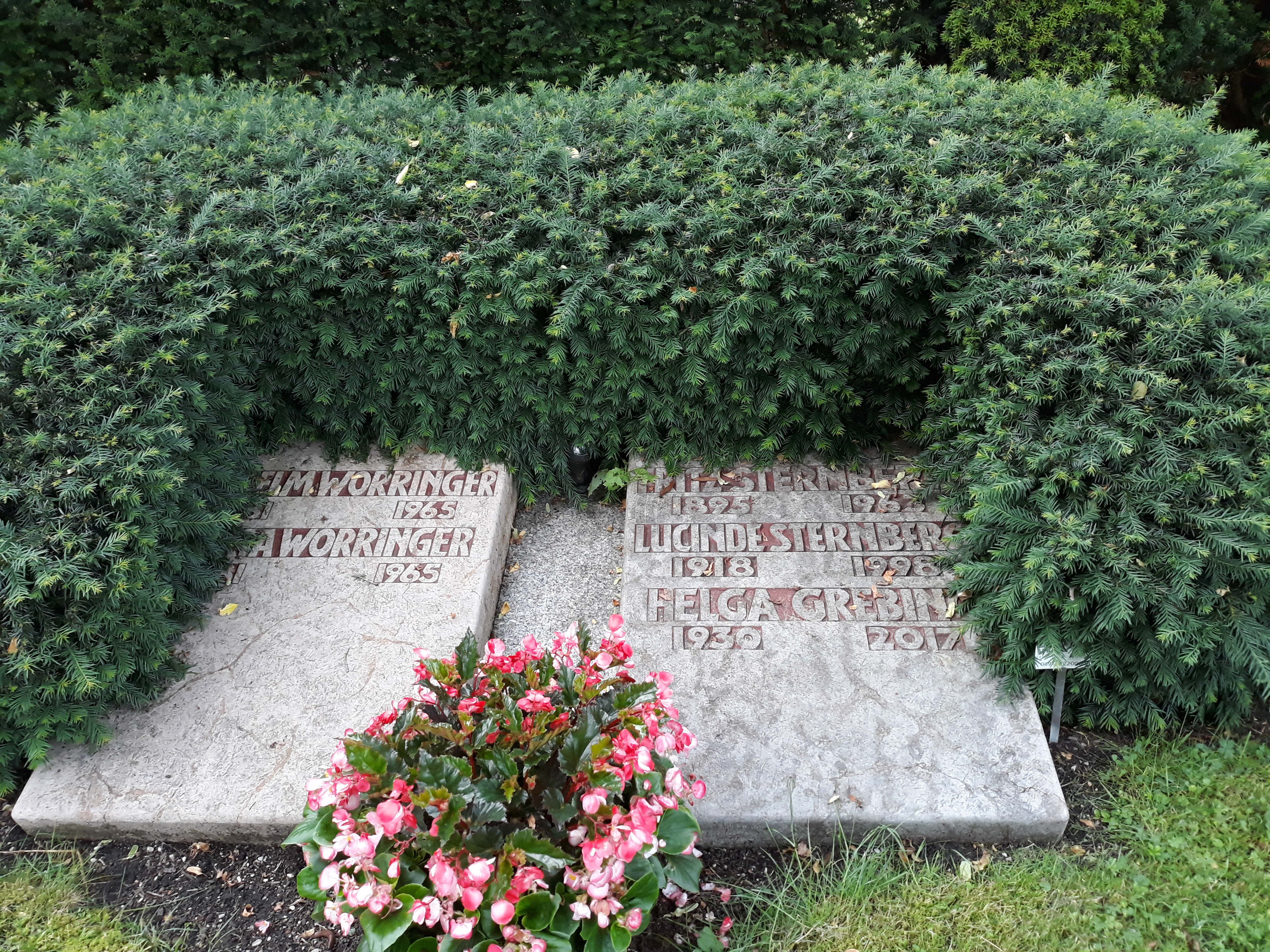
La tomba della storica tedesca Helga Grebing nella doppia sepoltura della coppia Worringer e Sternberg nel cimitero Nordfriedhof di Monaco.

Noto prevalentemente in rapporto all'espressionismo, attraverso la sua influenza su T. E. Hulme, le sue idee ebbero effetto sul primo modernismo inglese, in particolare il cosiddetto vorticismo.

## Biografia
Si forma nelle università di Friburgo, Berlino e Monaco di Baviera prima di passare a Berna dove scrisse la tesi di dottorato nel 1907 intitolata Abstraktion und Einfühlung: ein Beitrag zur Stilpsychologie (Astrazione e empatia. Un contributo alla psicologia dello stile) che venne pubblicata ricevendo attenzione da parte della critica e successo di pubblico. Il saggio successivo è del 1911; intitolato Formprobleme der Gotik confermò la notorietà e la reputazione dell'autore i cui lavori seguenti ebbero un taglio maggiormente storico. Arruolatosi nel 1914 al termine della guerra torna all'insegnamento presso l'Università di Bonn e pubblica nel 1927 Ägyptische Kunst e Griechentum und Gotik nel 1928, anno in cui si trasferisce a Königsberg. Trascorre un breve periodo a Halle (Saale) ma dopo il 1950 per motivi politici si trasferisce a Monaco di Baviera dove resta fino al termine della sua vita.

## Gotico ed espressionismo
Il suo più noto lavoro è Abstraktion und Einfühlung, sua tesi di dottorato, dove sostiene (sullo scia di Alois Riegl) l'esistenza di due principali tendenze nell'arte, verso l'astrazione per una preponderante spiritualità nella psicologia dei popoli in cui la si trova (le popolazioni preistoriche o quelle orientali, ma anche l'arte gotica), concetto che sarà ripreso nel saggio successivo, con un problematico radicalizzarsi della dicotomia tra gotico appunto e classico, o verso l'empatia intesa come tendenza al realismo e applicabile all'arte europea, soprattutto mediterranea (antica Grecia, arte romana, rinascimento, ecc.). Il realismo non sarebbe dunque che una delle possibilità dell'arte, una opzione, e l'arte stessa diventa una finestra aperta sulla visione del mondo dei popoli nel loro tempo. Dagli artisti espressionisti che, come Worringer, si formarono nella Germania tra XIX e XX secolo, gli scritti di quest'ultimo furono considerati la trascrizione delle loro stesse proposizioni.
Il suo lavoro influenzò tra gli altri Paul Klee, Bachtin. Apprezzato da Gilles Deleuze in Mille piani come il primo a individuare l'astrazione "come il vero inizio dell'arte".

## Opere
- Abstraktion und Einfühlung: ein Beitrag zur Stilpsychologie (1907), Astrazione e empatia. Un contributo alla psicologia dello stile, Einaudi, Torino, 1975
- Formprobleme der Gotik (1911)
- Ägyptische Kunst. Probleme ihrer Wertung (1928)